# Ouragan (singolo)
Ouragan è il primo singolo della Principessa Stéphanie di Monaco, pubblicato a nome Stéphanie nel 1986 ed estratto dall'album Besoin.

## Il brano
La canzone è stata composta da Romano Musumarra, mentre il testo è di Marie Léonor. 
In lingua inglese il brano è uscito con il titolo Irresistible e con il testo di Jack Robinson.
La canzone è stata interpretata come cover da diversi artisti e gruppi, tra cui il cantante francese Leslie (2007), il gruppo tedesco Gregorian (1998) e la cantante italiana Sabrina Salerno (2015).

## Tracce
- 7"

1. Ouragan – 3:40
2. Irresistible – 3:45